# Hoya dickasoniana
Hoya dickasoniana är en oleanderväxtart som beskrevs av Ping Tao Li. Hoya dickasoniana ingår i släktet Hoya och familjen oleanderväxter. Inga underarter finns listade i Catalogue of Life.